# پترسون (فیلم)
پترسون (انگلیسی: Paterson) یک فیلم درام آمریکایی به کارگردانی جیم جارموش است که در سال ۲۰۱۶ منتشر شد. این فیلم در بخش مسابقه جشنواره فیلم کن ۲۰۱۶ حضور داشت.

## داستان فیلم
پترسون،داستان راننده اتوبوسی به نام پترسون(هم نام با شهر محل زندگی اش)است که در آرامش با دوست دختر شاد و پر انرژی خود در شهر کوچک پترسون، نیوجرسی زندگی می کند.فیلم،روایت روزهای زندگی این دو طی یک هفته است و هر روز همان اتفاقات روز قبل به صورت روتین روی می‌دهد.پترسون که شاعر نیز هست هر روز مسیر همیشگی‌اش از خانه تا محل کارش را پیاده طی می‌کند و همکار عبوسش را می‌بیند و هر شب بعد از برگشت از کار به همراه سگشان ماروین به بار محلی می‌رود.پترسون همیشه دفتری با خود به همراه دارد که معمولاً صبح ها در آن شعر مینویسد.دوست دختر وی نیز که علاوه بر نقاشی در صدد یادگیری نوازندگی گیتار نیز بر آمده است،تصمیم می گیرد هر هفته در شنبه بازار کیک های فنجانی خامه‌ای که خودش درست می کند را به فروش برساند که در این کار بسیار موفق نیز بوده و درآمد خوبی کسب می کند.پترسون هیچ گاه شعرهایش را برای کسی حتی دوست دخترش نخوانده است و دختر مصرانه به دفعات از وی می خواهد که اشعارش را منتشر کند اما یک شب که با هم به سینما و رستوران می روند بعد از برگشت به خانه متوجه می شوند که سگشان دفتر شعر پترسون را تکه پاره کرده است به نحوی که بازیابی آن تقریباً غیر ممکن است که باعث ناراحتی شدید هر دوی آنها می شود.در نهایت پترسون در کنار آبشار شهر در می یابد که زندگی در حقیقت یک شعر بسیار زیباست